# Primera División femenina de fútbol sala 2018-19
La temporada 2018-19 de Primera División, -conocida como Liga Foro 16 Feminismo por razones de patrocinio- es la 25ª edición de la máxima categoría de la Liga Nacional de Fútbol Sala Femenina de España. La competición se disputa anualmente, empezando a finales del mes de septiembre, y terminando en el mes de junio del siguiente año.
La Primera División consta de un grupo único integrado por dieciséis equipos. Siguiendo un sistema de liga, los dieciséis equipos se enfrentan todos contra todos en dos ocasiones -una en campo propio y otra en campo contrario- sumando un total de 30 jornadas. El orden de los encuentros se decide por sorteo antes de empezar la competición. La clasificación final se establece con arreglo a los puntos totales obtenidos por cada equipo al finalizar el campeonato. Los equipos obtienen tres puntos por cada partido ganado, un punto por cada empate y ningún punto por los partidos perdidos. El equipo que más puntos sume al final del campeonato será proclamado campeón de Liga.
El Jimbee Roldán FSF es el equipo defensor del título, y los equipos Cádiz FSF, Cidade As Burgas y VP Soto del Real descendieron de categoría y su plaza es ocupada por los equipos Viaxes Amarelle, que vuelve a la categoría y los debutantes Sala Zaragoza, Femisport Palau Club.

## Equipos por comunidad autónoma
Navalcarnero

 Alcorcón

 Móstoles

 Majadahonda

 Leganés

| Comunidad autónoma   | N.º | Equipos                                                                                      |
| -------------------- | --- | -------------------------------------------------------------------------------------------- |
| Comunidad de Madrid  | 5   | Futsi Atlético Feminas, AD Alcorcón FSF, FSF Móstoles, Majadahonda FSF/Afar y CD Leganés FS. |
| Galicia              | 4   | Ourense C. F., Burela F. S. Poio F. S. Pescamar y Viaxes Amarelle.                           |
| Región de Murcia     | 2   | Jimbee Roldán FSF y UCAM El Pozo Murcia FS.                                                  |
| Cataluña             | 2   | AE Penya Esplugues y Femisport Palau Club.                                                   |
| Andalucía            | 1   | Guadalcacín FSF.                                                                             |
| Comunidad Valenciana | 1   | CD Universidad de Alicante.                                                                  |
| Aragón               | 1   | A.D. Sala Zaragoza FS.                                                                       |

### Ascensos y descensos
Descendieron de forma directa 3 equipos, Joventut d'Elx, Teldeportivo y Sala Zaragoza,. De Segunda División ascedieron 3 equipos At Torcal, Les Corts y Castro, siendo estos dos últimos debutantes en la categoría.
| Pos. | Descendidos a 2.ª División |
| ---- | -------------------------- |
| 14   | VP Soto del Real           |
| 15   | Cádiz FSF                  |
| 16   | Cidade de As Burgas FS     |

| Pos.  | Ascendidos de 2.ª División |
| ----- | -------------------------- |
| Prom. | Viaxes Amarelle FS         |
| Prom. | Femisport Palau Club       |
| Prom. | AD Sala Zaragoza FS        |

## Grupos y fases
- La Primera División consta de un grupo integrado por dieciséis equipos.

- Se juega siguiendo un sistema de liga, los dieciséis equipos se enfrentan todos contra todos en dos ocasiones -una en campo propio y otra en campo contrario- sumando un total de 30 jornadas.

- El orden de los encuentros se decide por sorteo antes de empezar la competición.

- La clasificación se establece con arreglo a los puntos totales obtenidos por cada equipo al finalizar el campeonato.

- Los equipos obtienen tres puntos por cada partido ganado, un punto por cada empate y ningún punto por los partidos perdidos.

- Una vez que termine la fase regular, los cuatro primeros clasificados jugarán los play off por el título en eliminatorias a tres partidos, jugando el primer en casa del mejor clasificado, y en caso de tener que disputar el tercer y último partido, se hará también el casa del que mejor puesto haya ocupado en la liga.

- Descenderán a segunda división los tres últimos clasificados en la liga regular.

## Información de los equipos
| Club                        | Ciudad                | Comunidad Autónoma   | Entrenador/a      | Pabellón                  | Aforo |
| --------------------------- | --------------------- | -------------------- | ----------------- | ------------------------- | ----- |
| Jimbee Roldán FSF           | Torre Pacheco         | Región de Murcia     | Joaquín Peñaranda | Gabriel Pérez             | 460   |
| C.D. Futsi Atlético Feminas | Navalcarnero          | Comunidad de Madrid  | Andrés Sanz       | La Estación               | 1.500 |
| CD Burela FS Pescados Rubén | Burela                | Galicia              | Julio Delgado     | Vista Alegre              | 1.400 |
| Universidad de Alicante FSF | Alicante              | Comunidad Valenciana | Carlos Moreno     | Universidad de Alicante   | 500   |
| AD Alcorcón FSF             | Alcorcón              | Comunidad de Madrid  | Adri Martiño      | Los Cantos                | 1.568 |
| Ourense Envialia            | Orense                | Galicia              | Gonzalo Iglesias  | Os Remedios               | 2.500 |
| Poio Pescamar FS            | Poyo                  | Galicia              | Dani Díaz         | A Seca                    | 700   |
| AE Penya Esplugues          | Esplugas de Llobregat | Cataluña             | Robert Caneda     | Les Moreras               | 470   |
| CD Leganés FS               | Leganés               | Comunidad de Madrid  | Ángel Gamella     | La Fortuna                | 490   |
| UCAM El Pozo Murcia FS      | Murcia                | Región de Murcia     | Juan Alcaraz      | José María Cagigal        | 1.000 |
| FSF Móstoles                | Móstoles              | Comunidad de Madrid  | Carlos Santamaria | Villafontana              | 450   |
| Majadahonda FSF /AFAR 4     | Majadahonda           | Comunidad de Madrid  | Raquel Mondoruza  | La Granadilla             | 200   |
| Guadalcacín FS CD           | Guadalcacín           | Andalucía            | Andrés Sánchez    | Pabellón Mun. Guadalcacín |       |
| Viaxes Amarelle FS          | La Coruña             | Galicia              | Jorge Basanta     | Sagrada Familia           | 350   |
| AD Sala Zaragoza FS         | Zaragoza              | Aragón               | Chus Muñoz        | La Granja                 |       |
| Femisport Palau Club        | Sabadell              | Cataluña             | Paco Arjona       | Sabadell Nord             |       |

## Clasificación
|                                                        |     | Equipos                    | PJ | G  | E | P  | GF  | GC  | Dif. | Pts. |
| ------------------------------------------------------ | --- | -------------------------- | -- | -- | - | -- | --- | --- | ---- | ---- |
|                                                        | 1.  | CD Futsi Atlético Feminas  | 30 | 27 | 3 | 0  | 150 | 43  | +107 | 84   |
|                                                        | 2.  | Burela FS                  | 30 | 28 | 0 | 2  | 123 | 39  | +84  | 84   |
|                                                        | 3.  | Ourense CF SAD             | 30 | 17 | 6 | 7  | 63  | 46  | +17  | 57   |
|                                                        | 4.  | Jimbee Roldán FSF          | 30 | 18 | 2 | 10 | 99  | 58  | +41  | 56   |
|                                                        | 5.  | AD Alcorcón FSF            | 30 | 18 | 1 | 11 | 113 | 74  | +39  | 55   |
|                                                        | 6.  | Poio Pescamar FS           | 30 | 17 | 2 | 11 | 81  | 66  | +15  | 53   |
|                                                        | 7.  | CD Universidad de Alicante | 30 | 17 | 2 | 11 | 92  | 62  | +30  | 53   |
|                                                        | 8.  | AE Penya Esplugues         | 30 | 15 | 2 | 13 | 79  | 63  | +16  | 47   |
|                                                        | 9.  | UCAM El Pozo Murcia FS     | 30 | 14 | 2 | 14 | 90  | 87  | +3   | 44   |
|                                                        | 10. | FSF Móstoles               | 30 | 12 | 6 | 12 | 94  | 89  | +5   | 42   |
|                                                        | 11. | Majadahonda FSF/Afar 4     | 30 | 9  | 4 | 17 | 64  | 99  | -35  | 31   |
|                                                        | 12. | Leganés FS                 | 30 | 6  | 6 | 18 | 57  | 82  | -25  | 24   |
|                                                        | 13. | AD Sala Zaragoza FS        | 30 | 6  | 6 | 18 | 65  | 118 | -53  | 24   |
|                                                        | 14. | Guadalcacín FS CD          | 30 | 6  | 3 | 20 | 51  | 111 | -60  | 22   |
|                                                        | 15. | Viaxes Amarelle FS         | 30 | 6  | 1 | 23 | 44  | 103 | -59  | 19   |
|                                                        | 16. | Femisport Palau Club       | 30 | 0  | 1 | 29 | 23  | 148 | -125 | -2N1 |
| Nota 1: El Femisport tiene 3 puntos menos por sanción. |     |                            |    |    |   |    |     |     |      |      |
| Última actualización: 2 de junio de 2019               |     |                            |    |    |   |    |     |     |      |      |

|  | Campeón de Liga y clasificado para la Copa de la Reina 2019 |
|  | Clasificado para la Copa de la Reina 2019                   |
|  | Descendido a Segunda División 2019-20                       |

| Bandera de la Comunidad de Madrid               |
| Campeón Atlético Madrid Navalcarnero 5.º título |

### Evolución de la clasificación
| Equipo / Jornada     | 1  | 2  | 3  | 4  | 5  | 6  | 7  | 8  | 9  | 10 | 11 | 12 | 13 | 14 | 15 | 16 | 17 | 18 | 19 | 20 | 21 | 22 | 23 | 24 | 25 | 26 | 27 | 28 | 29 | 30 |
| Equipo / Jornada     |    |    |    |    |    |    |    |    |    |    |    |    |    |    |    |    |    |    |    |    |    |    |    |    |    |    |    |    |    |    |
| -------------------- | -- | -- | -- | -- | -- | -- | -- | -- | -- | -- | -- | -- | -- | -- | -- | -- | -- | -- | -- | -- | -- | -- | -- | -- | -- | -- | -- | -- | -- | -- |
| Futsi Atlético       | 8  | 3  | 4  | 4  | 3  | 2  | 2  | 2  | 2  | 2  | 2  | 2  | 2  | 2  | 2  | 2  | 2  | 2  | 2  | 2  | 2  | 2  | 2  | 2  | 1  | 1  | 1  | 1  | 1  | 1  |
| Burela FS            | 4  | 1  | 1  | 1  | 1  | 1  | 1  | 1  | 1  | 1  | 1  | 1  | 1  | 1  | 1  | 1  | 1  | 1  | 1  | 1  | 1  | 1  | 1  | 1  | 2  | 2  | 2  | 2  | 2  | 2  |
| Ourense CF           | 9  | 6  | 6  | 5  | 7  | 6  | 5  | 4  | 4  | 4  | 4  | 5  | 5  | 4  | 5  | 6  | 7  | 6  | 7  | 6  | 6  | 6  | 6  | 5  | 5  | 3  | 3  | 4  | 4  | 3  |
| Jimbee Roldán        | 3  | 5  | 3  | 3  | 4  | 7  | 6  | 6  | 8  | 8  | 9  | 7  | 6  | 5  | 4  | 4  | 3  | 3  | 3  | 3  | 3  | 3  | 3  | 4  | 3  | 4  | 4  | 6  | 5  | 4  |
| Alcorcón FSF         | 7  | 10 | 5  | 8  | 6  | 5  | 4  | 5  | 5  | 7  | 8  | 9  | 10 | 9  | 10 | 8  | 8  | 7  | 6  | 5  | 5  | 5  | 4  | 3  | 4  | 6  | 6  | 3  | 3  | 5  |
| Poio Pescamar FS     | 6  | 9  | 10 | 6  | 5  | 4  | 7  | 9  | 10 | 9  | 7  | 8  | 7  | 7  | 7  | 5  | 5  | 4  | 4  | 4  | 4  | 4  | 5  | 6  | 6  | 5  | 5  | 5  | 6  | 6  |
| Univ. de Alicante    | 10 | 8  | 9  | 7  | 8  | 9  | 8  | 7  | 6  | 5  | 5  | 4  | 4  | 6  | 6  | 7  | 6  | 8  | 8  | 8  | 8  | 7  | 7  | 7  | 7  | 7  | 7  | 7  | 7  | 7  |
| Penya Esplugues      | 5  | 2  | 2  | 2  | 2  | 3  | 3  | 3  | 3  | 3  | 3  | 3  | 3  | 3  | 3  | 3  | 4  | 5  | 5  | 7  | 7  | 8  | 8  | 8  | 8  | 9  | 9  | 8  | 8  | 8  |
| UCAM ElPozo          | 2  | 11 | 11 | 12 | 12 | 10 | 9  | 8  | 7  | 6  | 6  | 6  | 8  | 8  | 8  | 10 | 10 | 10 | 10 | 9  | 10 | 9  | 9  | 9  | 9  | 8  | 8  | 9  | 9  | 9  |
| FSF Móstoles         | 1  | 4  | 7  | 10 | 11 | 8  | 10 | 10 | 9  | 10 | 10 | 10 | 9  | 10 | 9  | 9  | 9  | 9  | 9  | 10 | 9  | 10 | 10 | 10 | 11 | 10 | 10 | 10 | 10 | 10 |
| Majadahonda/Afar 4   | 15 | 15 | 12 | 9  | 9  | 11 | 11 | 11 | 11 | 11 | 11 | 12 | 12 | 13 | 12 | 11 | 12 | 11 | 11 | 11 | 11 | 11 | 11 | 11 | 10 | 11 | 11 | 11 | 11 | 11 |
| Leganés FS           | 11 | 7  | 8  | 11 | 10 | 12 | 12 | 12 | 12 | 12 | 12 | 11 | 11 | 11 | 11 | 12 | 11 | 12 | 12 | 12 | 12 | 12 | 12 | 12 | 12 | 12 | 12 | 12 | 12 | 12 |
| Sala Zaragoza FS     | 16 | 14 | 15 | 15 | 13 | 13 | 14 | 14 | 14 | 15 | 14 | 14 | 15 | 15 | 15 | 15 | 15 | 15 | 15 | 15 | 15 | 15 | 15 | 13 | 14 | 14 | 13 | 13 | 13 | 13 |
| Guadalcacín FS       | 14 | 16 | 16 | 16 | 16 | 16 | 13 | 13 | 13 | 14 | 15 | 15 | 14 | 14 | 14 | 14 | 14 | 14 | 14 | 14 | 13 | 13 | 13 | 14 | 15 | 15 | 15 | 15 | 14 | 14 |
| Viaxes Amarelle FS   | 13 | 13 | 14 | 14 | 15 | 15 | 16 | 16 | 15 | 13 | 13 | 13 | 13 | 12 | 13 | 13 | 13 | 13 | 13 | 13 | 14 | 14 | 14 | 15 | 13 | 13 | 14 | 14 | 15 | 15 |
| Femisport Palau Club | 12 | 12 | 13 | 13 | 14 | 14 | 15 | 15 | 16 | 16 | 16 | 16 | 16 | 16 | 16 | 16 | 16 | 16 | 16 | 16 | 16 | 16 | 16 | 16 | 16 | 16 | 16 | 16 | 16 | 16 |

## Resultados
Los horarios corresponden a la CET (Hora Central Europea) UTC+1 en horario estándar y UTC+2 en horario de verano.
| Femisport Palau Club       | 0 - 3 | AE Penya Esplugues        | 29 de septiembre | 16:00 | Sabadell Nord   | 200 |
| Ourense CF SAD             | 2 - 2 | CD Futsi Atlético Feminas | 29 de septiembre | 17:00 | Los Remedios    | 600 |
| Viaxes Amarelle FS         | 0 - 6 | Burela FS                 | 29 de septiembre | 18:00 | Sagrada Familia | 300 |
| UCAM El Pozo Murcia FS     | 8 - 1 | Majadahonda FSF/Afar4     | 29 de septiembre | 18:00 | José Mª Cagigal | 150 |
| FSF Móstoles               | 9 - 2 | Guadalcacín FS CD         | 29 de septiembre | 18:30 | Villafontana    | 100 |
| CD Universidad de Alicante | 2 - 3 | Poio Pescamar FS          | 29 de septiembre | 18:30 | Univ. Alicante  | 200 |
| Leganés FS                 | 1 - 2 | AD Alcorcón FSF           | 29 de septiembre | 19:00 | La Fortuna      | 300 |
| AD Sala Zaragoza FS        | 0 - 7 | Jimbee Roldán FSF         | 30 de septiembre | 12:30 | La Granja       | 300 |

| AE Penya Esplugues        | 1 - 0 | Viaxes Amarelle FS         | 6 de octubre   | 16:00 | Les Moreres    | 200 |
| CD Futsi Atlético Feminas | 8 - 0 | UCAM El Pozo Murcia FS     | 6 de octubre   | 17:00 | La Estación    | 200 |
| Burela FS                 | 2 - 0 | AD Sala Zaragoza FS        | 6 de octubre   | 18:30 | Vista Alegre   | 500 |
| Guadalcacín FS CD         | 1 - 7 | Leganés FS                 | 6 de octubre   | 19:00 | M. Guadalcacín | 200 |
| AD Alcorcón FSF           | 3 - 4 | Ourense CF SAD             | 6 de octubre   | 19:00 | Los Cantos     | 100 |
| Majadahonda FSF/Afar4     | 2 - 6 | CD Universidad de Alicante | 6 de octubre   | 20:00 | La Granadilla  | 100 |
| Jimbee Roldán FSF         | 2 - 2 | FSF Móstoles               | 7 de octubre   | 12:00 | Gabriel Pérez  | 200 |
| Femisport Palau Club      | 2 - 2 | Poio Pescamar FS           | 6 de diciembre | 13:00 | Sabadell Nord  | 100 |

| UCAM El Pozo Murcia FS     | 3 - 6 | AD Alcorcón FSF           | 13 de octubre   | 16:15 | José Mª Cagigal | 100 |
| Leganés FS                 | 0 - 0 | Ourense CF SAD            | 13 de octubre   | 17:00 | La Fortuna      | 350 |
| FSF Móstoles               | 2 - 4 | Burela FS                 | 13 de octubre   | 18:30 | Villafontana    | 250 |
| CD Universidad de Alicante | 1 - 2 | CD Futsi Atlético Feminas | 13 de octubre   | 18:30 | Univ. Alicante  | n/d |
| Guadalcacín FS CD          | 2 - 5 | Jimbee Roldán FSF         | 13 de octubre   | 19:00 | M. Guadalcacín  | 150 |
| Femisport Palau Club       | 0 - 2 | Majadahonda FSF/Afar4     | 14 de octubre   | 11:30 | Sabadell Nord   | 200 |
| AD Sala Zaragoza FS        | 1 - 6 | AE Penya Esplugues        | 14 de octubre   | 12:30 | La Granja       | 350 |
| Viaxes Amarelle FS         | 2 - 3 | Poio Pescamar FS          | 27 de diciembre | 18:00 | Sagrada Familia | 100 |

| AE Penya Esplugues        | 5 - 4 | FSF Móstoles               | 20 de octubre | 16:00 | Les Moreres   | 700 |
| Ourense CF SAD            | 3 - 0 | UCAM El Pozo Murcia FS     | 20 de octubre | 17:00 | Los Remedios  | 400 |
| AD Alcorcón FSF           | 1 - 3 | CD Universidad de Alicante | 20 de octubre | 17:00 | Los Cantos    | 100 |
| Jimbee Roldán FSF         | 5 - 1 | Leganés FS                 | 20 de octubre | 18:00 | Gabriel Pérez | 450 |
| CD Futsi Atlético Feminas | 6 - 1 | Femisport Palau Club       | 20 de octubre | 18:30 | La Estación   | 400 |
| Burela FS                 | 6 - 0 | Guadalcacín FS CD          | 20 de octubre | 18:30 | Vista Alegre  | 500 |
| Majadahonda FSF/Afar4     | 5 - 0 | Viaxes Amarelle FS         | 20 de octubre | 20:00 | La Granadilla | 100 |
| Poio Pescamar FS          | 5 - 0 | AD Sala Zaragoza FS        | 21 de octubre | 12:00 | A Seca        | 200 |

| Femisport Palau Club       | 1 - 6 | AD Alcorcón FSF           | 27 de octubre | 16:15 | Sabadell Nord   | 100 |
| Viaxes Amarelle FS         | 0 - 3 | CD Futsi Atlético Feminas | 27 de octubre | 17:00 | Sagrada Familia | 120 |
| Leganés FS                 | 4 - 4 | UCAM El Pozo Murcia FS    | 27 de octubre | 18:00 | La Fortuna      | 250 |
| Jimbee Roldán FSF          | 2 - 5 | Burela FS                 | 27 de octubre | 18:00 | Gabriel Pérez   | 600 |
| Guadalcacín FS CD          | 2 - 7 | AE Penya Esplugues        | 27 de octubre | 18:00 | M. Guadalcacín  | 150 |
| CD Universidad de Alicante | 2 - 2 | Ourense CF SAD            | 27 de octubre | 18:00 | San Vicente     | 200 |
| FSF Móstoles               | 0 - 4 | Poio Pescamar FS          | 27 de octubre | 18:30 | Villafontana    | 250 |
| AD Sala Zaragoza FS        | 4 - 4 | Majadahonda FSF/Afar4     | 28 de octubre | 12:30 | La Granja       | 150 |

| Ourense CF SAD            | 5 - 2  | Femisport Palau Club       | 3 de noviembre | 16:00 | Los Remedios    | 400 |
| AE Penya Esplugues        | 1 - 1  | Jimbee Roldán FSF          | 3 de noviembre | 16:00 | Les Moreres     | n/d |
| UCAM El Pozo Murcia FS    | 1 - 0  | CD Universidad de Alicante | 3 de noviembre | 16:15 | José Mª Cagigal | 150 |
| Burela FS                 | 2 - 0  | Leganés FS                 | 3 de noviembre | 17:00 | Vista Alegre    | 500 |
| AD Alcorcón FSF           | 4 - 0  | Viaxes Amarelle FS         | 3 de noviembre | 17:00 | Los Cantos      | 150 |
| Poio Pescamar FS          | 3 - 0  | Guadalcacín FS CD          | 3 de noviembre | 18:30 | A Seca          | 400 |
| Majadahonda FSF/Afar4     | 0 - 7  | FSF Móstoles               | 3 de noviembre | 20:00 | La Granadilla   | 200 |
| CD Futsi Atlético Feminas | 10 - 0 | AD Sala Zaragoza FS        | 4 de noviembre | 12:00 | La Estación     | 200 |

| Jimbee Roldán FSF    | 3 - 1  | Poio Pescamar FS           | 10 de noviembre | 12:00 | Gabriel Pérez   | 400 |
| Femisport Palau Club | 1 - 4  | UCAM El Pozo Murcia FS     | 10 de noviembre | 16:00 | Sabadell Nord   | 150 |
| Viaxes Amarelle FS   | 0 - 3  | Ourense CF SAD             | 10 de noviembre | 17:00 | Sagrada Familia | 150 |
| Leganés FS           | 1 - 2  | CD Universidad de Alicante | 10 de noviembre | 17:00 | La Fortuna      | 250 |
| Guadalcacín FS CD    | 4 - 3  | Majadahonda FSF/Afar4      | 10 de noviembre | 18:00 | M. Guadalcacín  | 250 |
| FSF Móstoles         | 2 - 2  | CD Futsi Atlético Feminas  | 10 de noviembre | 18:30 | Villafontana    | 400 |
| Burela FS            | 3 - 0  | AE Penya Esplugues         | 11 de noviembre | 12:00 | Vista Alegre    | 700 |
| AD Sala Zaragoza FS  | 2 - 10 | AD Alcorcón FSF            | 11 de noviembre | 12:30 | La Granja       | 150 |

| AE Penya Esplugues         | 3 - 2  | Leganés FS           | 17 de noviembre | 16:00 | Les Moreres     | 150 |
| UCAM El Pozo Murcia FS     | 4 - 0  | Viaxes Amarelle FS   | 17 de noviembre | 16:15 | José Mª Cagigal | 100 |
| AD Alcorcón FSF            | 4 - 7  | FSF Móstoles         | 17 de noviembre | 17:00 | Los Cantos      | 200 |
| Ourense CF SAD             | 3 - 1  | AD Sala Zaragoza FS  | 17 de noviembre | 17:00 | Los Remedios    | 400 |
| CD Universidad de Alicante | 5 - 1  | Femisport Palau Club | 17 de noviembre | 18:30 | Univ. Alicante  | n/d |
| Poio Pescamar FS           | 2 - 4  | Burela FS            | 17 de noviembre | 18:30 | A Seca          | 500 |
| CD Futsi Atlético Feminas  | 11 - 1 | Guadalcacín FS CD    | 17 de noviembre | 18:30 | La Estación     | 300 |
| Majadahonda FSF/Afar4      | 5 - 3  | Jimbee Roldán FSF    | 17 de noviembre | 20:00 | La Granadilla   | 100 |

| Jimbee Roldán FSF   | 0 - 3 | CD Futsi Atlético Feminas  | 24 de noviembre | 12:00 | Gabriel Pérez   | 600 |
| AE Penya Esplugues  | 3 - 2 | Poio Pescamar FS           | 24 de noviembre | 16:00 | Les Moreres     | 100 |
| Leganés FS          | 6 - 1 | Femisport Palau Club       | 24 de noviembre | 17:00 | La Fortuna      | 200 |
| Viaxes Amarelle FS  | 0 - 2 | CD Universidad de Alicante | 24 de noviembre | 18:00 | Sagrada Familia | 100 |
| Guadalcacín FS CD   | 2 - 4 | AD Alcorcón FSF            | 24 de noviembre | 18:00 | M. Guadalcacín  | 170 |
| FSF Móstoles        | 1 - 1 | Ourense CF SAD             | 24 de noviembre | 18:30 | Villafontana    | 300 |
| Burela FS           | 3 - 1 | Majadahonda FSF/Afar4      | 24 de noviembre | 18:30 | Vista Alegre    | 400 |
| AD Sala Zaragoza FS | 3 - 6 | UCAM El Pozo Murcia FS     | 25 de noviembre | 12:30 | La Granja       | 150 |

| Femisport Palau Club       | 1 - 3 | Viaxes Amarelle FS  | 1 de diciembre | 16:00 | Sabadell Nord   | 150 |
| UCAM El Pozo Murcia FS     | 4 - 3 | FSF Móstoles        | 1 de diciembre | 17:00 | José Mª Cagigal | 150 |
| AD Alcorcón FSF            | 3 - 5 | Jimbee Roldán FSF   | 1 de diciembre | 17:00 | Los Cantos      | 150 |
| Ourense CF SAD             | 4 - 3 | Guadalcacín FS CD   | 1 de diciembre | 17:00 | Los Remedios    | 400 |
| CD Futsi Atlético Feminas  | 5 - 2 | Burela FS           | 1 de diciembre | 18:30 | La Estación     | 600 |
| CD Universidad de Alicante | 6 - 1 | AD Sala Zaragoza FS | 1 de diciembre | 18:30 | Univ. Alicante  | n/d |
| Poio Pescamar FS           | 4 - 2 | Leganés FS          | 1 de diciembre | 18:30 | A Seca          | 300 |
| Majadahonda FSF/Afar4      | 1 - 5 | AE Penya Esplugues  | 1 de diciembre | 20:00 | La Granadilla   | 100 |

| AE Penya Esplugues  | 2 - 3 | CD Futsi Atlético Feminas  | 8 de diciembre | 16:00 | Les Moreres    | 200 |
| Jimbee Roldán FSF   | 0 - 1 | Ourense CF SAD             | 8 de diciembre | 17:00 | Gabriel Pérez  | 300 |
| Leganés FS          | 2 - 2 | Viaxes Amarelle FS         | 8 de diciembre | 17:30 | La Fortuna     | 250 |
| Guadalcacín FS CD   | 1 - 2 | UCAM El Pozo Murcia FS     | 8 de diciembre | 18:00 | M. Guadalcacín | 250 |
| Burela FS           | 5 - 1 | AD Alcorcón FSF            | 8 de diciembre | 18:30 | Vista Alegre   | 500 |
| FSF Móstoles        | 1 - 7 | CD Universidad de Alicante | 8 de diciembre | 18:30 | Villafontana   | 200 |
| Poio Pescamar FS    | 4 - 2 | Majadahonda FSF/Afar4      | 9 de diciembre | 12:30 | A Seca         | 300 |
| AD Sala Zaragoza FS | 7 - 1 | Femisport Palau Club       | 9 de diciembre | 12:30 | La Granja      | 150 |

| Femisport Palau Club       | 1 - 4 | FSF Móstoles        | 15 de diciembre | 16:00 | Sabadell Nord   | 100 |
| AD Alcorcón FSF            | 1 - 4 | AE Penya Esplugues  | 15 de diciembre | 16:45 | Los Cantos      | 200 |
| Viaxes Amarelle FS         | 2 - 1 | AD Sala Zaragoza FS | 15 de diciembre | 18:00 | Sagrada Familia | 150 |
| UCAM El Pozo Murcia FS     | 3 - 5 | Jimbee Roldán FSF   | 15 de diciembre | 18:00 | José Mª Cagigal | 400 |
| CD Futsi Atlético Feminas  | 6 - 4 | Poio Pescamar FS    | 15 de diciembre | 18:30 | La Estación     | 200 |
| CD Universidad de Alicante | 3 - 2 | Guadalcacín FS CD   | 15 de diciembre | 18:30 | Univ. Alicante  | 100 |
| Majadahonda FSF/Afar4      | 0 - 2 | Leganés FS          | 15 de diciembre | 20:00 | La Granadilla   | 100 |
| Ourense CF SAD             | 0 - 2 | Burela FS           | 15 de diciembre | 20:00 | Paco Paz        | 300 |

| Majadahonda FSF/Afar4 | 2 - 6 | CD Futsi Atlético Feminas  | 20 de diciembre | 20:00 | La Granadilla  | 100 |
| Jimbee Roldán FSF     | 4 - 1 | CD Universidad de Alicante | 22 de diciembre | 12:00 | Gabriel Pérez  | 400 |
| AE Penya Esplugues    | 6 - 0 | Ourense CF SAD             | 22 de diciembre | 13:00 | Les Moreres    | 100 |
| Leganés FS            | 1 - 1 | AD Sala Zaragoza FS        | 22 de diciembre | 17:30 | La Fortuna     | 300 |
| Guadalcacín FS CD     | 5 - 0 | Femisport Palau Club       | 22 de diciembre | 18:00 | M. Guadalcacín | 150 |
| FSF Móstoles          | 4 - 2 | Viaxes Amarelle FS         | 22 de diciembre | 18:30 | Villafontana   | 200 |
| Poio Pescamar FS      | 4 - 1 | AD Alcorcón FSF            | 22 de diciembre | 18:30 | A Seca         | 400 |
| Burela FS             | 6 - 0 | UCAM El Pozo Murcia FS     | 22 de diciembre | 18:30 | Vista Alegre   | 400 |

| Femisport Palau Club       | 1 - 3 | Jimbee Roldán FSF         | 12 de enero | 16:00 | Sabadell Nord   | 150 |
| UCAM El Pozo Murcia FS     | 3 - 2 | AE Penya Esplugues        | 12 de enero | 16:15 | José Mª Cagigal | n/d |
| Leganés FS                 | 4 - 6 | CD Futsi Atlético Feminas | 12 de enero | 17:00 | La Fortuna      | 300 |
| AD Alcorcón FSF            | 8 - 1 | Majadahonda FSF/Afar4     | 12 de enero | 17:00 | Los Cantos      | 100 |
| Ourense CF SAD             | 4 - 2 | Poio Pescamar FS          | 12 de enero | 17:00 | Los Remedios    | 500 |
| Viaxes Amarelle FS         | 2 - 0 | Guadalcacín FS CD         | 12 de enero | 18:00 | Sagrada Familia | 150 |
| CD Universidad de Alicante | 3 - 5 | Burela FS                 | 12 de enero | 18:30 | Univ. Alicante  | n/d |
| AD Sala Zaragoza FS        | 4 - 5 | FSF Móstoles              | 13 de enero | 12:30 | La Granja       | 100 |

| AE Penya Esplugues        | 1 - 2 | CD Universidad de Alicante | 19 de enero | 16:00 | Les Moreres    | 100 |
| Burela FS                 | 8 - 1 | Femisport Palau Club       | 19 de enero | 17:00 | Vista Alegre   | 500 |
| Guadalcacín FS CD         | 3 - 2 | AD Sala Zaragoza FS        | 19 de enero | 18:00 | M. Guadalcacín | 140 |
| CD Futsi Atlético Feminas | 3 - 3 | AD Alcorcón FSF            | 19 de enero | 18:15 | La Estación    | 500 |
| FSF Móstoles              | 5 - 3 | Leganés FS                 | 19 de enero | 18:30 | Villafontana   | 350 |
| Poio Pescamar FS          | 2 - 1 | UCAM El Pozo Murcia FS     | 19 de enero | 18:30 | A Seca         | 400 |
| Majadahonda FSF/Afar4     | 2 - 2 | Ourense CF SAD             | 19 de enero | 20:00 | La Granadilla  | 100 |
| Jimbee Roldán FSF         | 4 - 1 | Viaxes Amarelle FS         | 20 de enero | 12:00 | Gabriel Pérez  | 500 |

| Poio Pescamar FS          | 5 - 4 | CD Universidad de Alicante | 26 de enero | 16:00 | A Seca         | 300 |
| Burela FS                 | 4 - 0 | Viaxes Amarelle FS         | 26 de enero | 17:00 | Vista Alegre   | 500 |
| AD Alcorcón FSF           | 2 - 0 | Leganés FS                 | 26 de enero | 17:00 | Los Cantos     | 150 |
| Guadalcacín FS CD         | 1 - 1 | FSF Móstoles               | 26 de enero | 18:00 | M. Guadalcacín | 150 |
| CD Futsi Atlético Feminas | 2 - 0 | Ourense CF SAD             | 26 de enero | 18:45 | La Estación    | 400 |
| Majadahonda FSF/Afar4     | 4 - 2 | UCAM El Pozo Murcia FS     | 26 de enero | 20:00 | La Granadilla  | 50  |
| Jimbee Roldán FSF         | 4 - 1 | AD Sala Zaragoza FS        | 27 de enero | 12:00 | Gabriel Pérez  | 500 |
| AE Penya Esplugues        | 6 - 1 | Femisport Palau Club       | 27 de enero | 13:15 | Les Moreres    | 200 |

| UCAM El Pozo Murcia FS     | 2 - 3 | CD Futsi Atlético Feminas | 2 de febrero | 16:15 | José Mª Cagigal | 100 |
| Poio Pescamar FS           | 3 - 0 | Femisport Palau Club      | 2 de febrero | 17:00 | A Seca          | 400 |
| Ourense CF SAD             | 1 - 3 | AD Alcorcón FSF           | 2 de febrero | 17:00 | Los Remedios    | 400 |
| Viaxes Amarelle FS         | 5 - 3 | AE Penya Esplugues        | 2 de febrero | 18:00 | Sagrada Familia | 150 |
| Leganés FS                 | 2 - 1 | Guadalcacín FS CD         | 2 de febrero | 18:10 | La Fortuna      | 400 |
| FSF Móstoles               | 3 - 4 | Jimbee Roldán FSF         | 2 de febrero | 18:30 | Villafontana    | 350 |
| CD Universidad de Alicante | 5 - 1 | Majadahonda FSF/Afar4     | 2 de febrero | 18:30 | Univ. Alicante  | 150 |
| AD Sala Zaragoza FS        | 2 - 8 | Burela FS                 | 3 de febrero | 12:30 | La Granja       | 200 |

| Burela FS                 | 5 - 1 | FSF Móstoles               | 23 de febrero | 15:45 | Vista Alegre  | 500 |
| AE Penya Esplugues        | 3 - 3 | AD Sala Zaragoza FS        | 23 de febrero | 16:00 | Les Moreres   | 100 |
| Jimbee Roldán FSF         | 4 - 0 | Guadalcacín FS CD          | 23 de febrero | 16:00 | Gabriel Pérez | 550 |
| AD Alcorcón FSF           | 3 - 1 | UCAM El Pozo Murcia FS     | 23 de febrero | 17:00 | Los Cantos    | 200 |
| Ourense CF SAD            | 3 - 1 | Leganés FS                 | 23 de febrero | 17:00 | Los Remedios  | 400 |
| CD Futsi Atlético Feminas | 4 - 1 | CD Universidad de Alicante | 23 de febrero | 18:30 | La Estación   | 400 |
| Poio Pescamar FS          | 3 - 0 | Viaxes Amarelle FS         | 23 de febrero | 18:30 | A Seca        | 500 |
| Majadahonda FSF/Afar4     | 7 - 0 | Femisport Palau Club       | 23 de febrero | 20:00 | La Granadilla | 50  |

| Femisport Palau Club       | 2 - 12 | CD Futsi Atlético Feminas | 2 de marzo | 16:00 | Sabadell Nord   | 100 |
| UCAM El Pozo Murcia FS     | 1 - 1  | Ourense CF SAD            | 2 de marzo | 16:15 | José Mª Cagigal | 100 |
| Leganés FS                 | 3 - 7  | Jimbee Roldán FSF         | 2 de marzo | 18:00 | La Fortuna      | 200 |
| Guadalcacín FS CD          | 0 - 3  | Burela FS                 | 2 de marzo | 18:00 | M. Guadalcacín  | 200 |
| Viaxes Amarelle FS         | 2 - 3  | Majadahonda FSF/Afar4     | 2 de marzo | 18:00 | Sagrada Familia | 100 |
| FSF Móstoles               | 2 - 0  | AE Penya Esplugues        | 2 de marzo | 18:30 | Villafontana    | 200 |
| CD Universidad de Alicante | 2 - 4  | AD Alcorcón FSF           | 2 de marzo | 18:30 | Univ. Alicante  | 150 |
| AD Sala Zaragoza FS        | 2 - 1  | Poio Pescamar FS          | 3 de marzo | 12:30 | La Granja       | 250 |

| AE Penya Esplugues        | 2 - 4 | Guadalcacín FS CD          | 9 de marzo | 16:00 | Les Moreres     | 200 |
| UCAM El Pozo Murcia FS    | 6 - 3 | Leganés FS                 | 9 de marzo | 16:15 | José Mª Cagigal | 250 |
| Ourense CF SAD            | 3 - 1 | CD Universidad de Alicante | 9 de marzo | 16:30 | Los Remedios    | 600 |
| AD Alcorcón FSF           | 6 - 2 | Femisport Palau Club       | 9 de marzo | 17:00 | Los Cantos      | 100 |
| CD Futsi Atlético Feminas | 8 - 2 | Viaxes Amarelle FS         | 9 de marzo | 18:00 | La Estación     | 300 |
| Burela FS                 | 3 - 2 | Jimbee Roldán FSF          | 9 de marzo | 18:30 | Vista Alegre    | 600 |
| Poio Pescamar FS          | 3 - 2 | FSF Móstoles               | 9 de marzo | 18:30 | A Seca          | 500 |
| Majadahonda FSF/Afar4     | 1 - 0 | AD Sala Zaragoza FS        | 9 de marzo | 20:00 | La Granadilla   | 100 |

| Jimbee Roldán FSF          | 5 - 0 | AE Penya Esplugues        | 16 de marzo | 12:00 | Gabriel Pérez   | 500 |
| Femisport Palau Club       | 0 - 4 | Ourense CF SAD            | 16 de marzo | 16:00 | Sabadell Nord   | 100 |
| Guadalcacín FS CD          | 0 - 0 | Poio Pescamar FS          | 16 de marzo | 18:00 | M. Guadalcacín  | n/d |
| Viaxes Amarelle FS         | 1 - 7 | AD Alcorcón FSF           | 16 de marzo | 18:00 | Sagrada Familia | 150 |
| Leganés FS                 | 1 - 4 | Burela FS                 | 16 de marzo | 18:00 | La Fortuna      | 300 |
| FSF Móstoles               | 3 - 3 | Majadahonda FSF/Afar4     | 16 de marzo | 18:30 | Villafontana    | 350 |
| CD Universidad de Alicante | 3 - 1 | UCAM El Pozo Murcia FS    | 16 de marzo | 18:30 | Univ. Alicante  | 200 |
| AD Sala Zaragoza FS        | 2 - 7 | CD Futsi Atlético Feminas | 17 de marzo | 12:30 | La Granja       | 300 |

| AE Penya Esplugues         | 3 - 4 | Burela FS            | 23 de marzo | 16:00 | Les Moreres     | 200 |
| UCAM El Pozo Murcia FS     | 5 - 1 | Femisport Palau Club | 23 de marzo | 16:15 | José Mª Cagigal | 100 |
| Ourense CF SAD             | 3 - 1 | Viaxes Amarelle FS   | 23 de marzo | 16:30 | Los Remedios    | 600 |
| AD Alcorcón FSF            | 6 - 4 | AD Sala Zaragoza FS  | 23 de marzo | 17:00 | Los Cantos      | 150 |
| Poio Pescamar FS           | 2 - 0 | Jimbee Roldán FSF    | 23 de marzo | 18:30 | A Seca          | 500 |
| CD Futsi Atlético Feminas  | 7 - 3 | FSF Móstoles         | 23 de marzo | 19:00 | La Estación     | 500 |
| CD Universidad de Alicante | 2 - 1 | Leganés FS           | 23 de marzo | 19:00 | Univ. Alicante  | 200 |
| Majadahonda FSF/Afar4      | 2 - 1 | Guadalcacín FS CD    | 23 de marzo | 20:00 | La Granadilla   | 100 |

| Femisport Palau Club | 0 - 3 | CD Universidad de Alicante | 30 de marzo | 16:00 | Sabadell Nord   | 100 |
| Burela FS            | 5 - 1 | Poio Pescamar FS           | 30 de marzo | 17:15 | Vista Alegre    | 300 |
| Leganés FS           | 2 - 1 | AE Penya Esplugues         | 30 de marzo | 17:30 | La Fortuna      | 250 |
| Jimbee Roldán FSF    | 7 - 1 | Majadahonda FSF/Afar4      | 30 de marzo | 18:00 | Gabriel Pérez   | 400 |
| Guadalcacín FS CD    | 1 - 8 | CD Futsi Atlético Feminas  | 30 de marzo | 18:00 | M. Guadalcacín  | 300 |
| Viaxes Amarelle FS   | 2 - 8 | UCAM El Pozo Murcia FS     | 30 de marzo | 18:00 | Sagrada Familia | 100 |
| FSF Móstoles         | 2 - 6 | AD Alcorcón FSF            | 30 de marzo | 18:30 | Villafontana    | 450 |
| AD Sala Zaragoza FS  | 4 - 1 | Ourense CF SAD             | 31 de marzo | 12:30 | La Granja       | 300 |

| Femisport Palau Club       | 1 - 2 | Leganés FS          | 6 de abril | 16:00 | Sabadell Nord    | 100 |
| UCAM El Pozo Murcia FS     | 2 - 3 | AD Sala Zaragoza FS | 6 de abril | 16:15 | Pal. Dep. Murcia | n/d |
| Poio Pescamar FS           | 3 - 5 | AE Penya Esplugues  | 6 de abril | 17:00 | A Seca           | 400 |
| AD Alcorcón FSF            | 7 - 2 | Guadalcacín FS CD   | 6 de abril | 17:00 | Los Cantos       | 150 |
| Ourense CF SAD             | 3 - 2 | FSF Móstoles        | 6 de abril | 17:00 | Los Remedios     | 500 |
| CD Futsi Atlético Feminas  | 4 - 0 | Jimbee Roldán FSF   | 6 de abril | 19:00 | La Estación      | 300 |
| CD Universidad de Alicante | 4 - 3 | Viaxes Amarelle FS  | 6 de abril | 19:00 | Univ. Alicante   | 100 |
| Majadahonda FSF/Afar4      | 3 - 5 | Burela FS           | 6 de abril | 20:00 | La Granadilla    | 100 |

| AE Penya Esplugues  | 1 - 2 | Majadahonda FSF/Afar4      | 13 de abril | 16:00 | Les Moreres     | 150 |
| Leganés FS          | 0 - 1 | Poio Pescamar FS           | 13 de abril | 18:00 | La Fortuna      | 200 |
| Viaxes Amarelle FS  | 7 - 1 | Femisport Palau Club       | 13 de abril | 18:00 | Sagrada Familia | 100 |
| FSF Móstoles        | 2 - 3 | UCAM El Pozo Murcia FS     | 13 de abril | 18:30 | Villafontana    | 150 |
| Guadalcacín FS CD   | 0 - 2 | Ourense CF SAD             | 13 de abril | 19:00 | M. Guadalcacín  | 150 |
| Burela FS           | 1 - 2 | CD Futsi Atlético Feminas  | 13 de abril | 19:30 | Vista Alegre    | 800 |
| Jimbee Roldán FSF   | 4 - 2 | AD Alcorcón FSF            | 14 de abril | 12:00 | Gabriel Pérez   | 500 |
| AD Sala Zaragoza FS | 0 - 5 | CD Universidad de Alicante | 14 de abril | 12:30 | La Granja       | 200 |

| UCAM El Pozo Murcia FS     | 7 - 1 | Guadalcacín FS CD   | 27 de abril | 16:15 | José Mª Cagigal | 150 |
| CD Futsi Atlético Feminas  | 2 - 0 | AE Penya Esplugues  | 27 de abril | 16:30 | Mun. El Álamo   | 300 |
| AD Alcorcón FSF            | 1 - 2 | Burela FS           | 27 de abril | 17:00 | Los Cantos      | 250 |
| Ourense CF SAD             | 2 - 0 | Jimbee Roldán FSF   | 27 de abril | 17:00 | Los Remedios    | 500 |
| Viaxes Amarelle FS         | 4 - 0 | Leganés FS          | 27 de abril | 18:00 | Sagrada Familia | 200 |
| CD Universidad de Alicante | 4 - 6 | FSF Móstoles        | 27 de abril | 18:30 | Univ. Alicante  | 200 |
| Majadahonda FSF/Afar4      | 0 - 1 | Poio Pescamar FS    | 27 de abril | 20:00 | La Granadilla   | 100 |
| Femisport Palau Club       | 0 - 4 | AD Sala Zaragoza FS | 28 de abril | 12:00 | Sabadell Nord   | 100 |

| AE Penya Esplugues  | 1 - 0 | AD Alcorcón FSF            | 11 de mayo | 16:00 | Les Moreres    | 100 |
| Leganés FS          | 1 - 1 | Majadahonda FSF/Afar4      | 11 de mayo | 18:00 | La Fortuna     | 400 |
| FSF Móstoles        | 4 - 0 | Femisport Palau Club       | 11 de mayo | 18:30 | Villafontana   | 150 |
| Burela FS           | 2 - 0 | Ourense CF SAD             | 11 de mayo | 19:00 | Vista Alegre   | 400 |
| Guadalcacín FS CD   | 3 - 3 | CD Universidad de Alicante | 11 de mayo | 19:00 | M. Guadalcacín | 120 |
| Poio Pescamar FS    | 4 - 5 | CD Futsi Atlético Feminas  | 12 de mayo | 12:30 | A Seca         | 400 |
| AD Sala Zaragoza FS | 5 - 1 | Viaxes Amarelle FS         | 12 de mayo | 12:30 | La Granja      | 400 |
| Jimbee Roldán FSF   | 1 - 4 | UCAM El Pozo Murcia FS     | 12 de mayo | 18:00 | Gabriel Pérez  | 500 |

| Ourense CF SAD             | 0 - 1 | AE Penya Esplugues    | 18 de mayo | 16:00 | Los Remedios    | 600 |
| Femisport Palau Club       | 0 - 4 | Guadalcacín FS CD     | 18 de mayo | 16:00 | Sabadell Nord   | 100 |
| UCAM El Pozo Murcia FS     | 3 - 5 | Burela FS             | 18 de mayo | 16:15 | José Mª Cagigal | 150 |
| AD Alcorcón FSF            | 5 - 2 | Poio Pescamar FS      | 18 de mayo | 17:00 | Los Cantos      | 120 |
| Viaxes Amarelle FS         | 2 - 3 | FSF Móstoles          | 18 de mayo | 18:00 | Sagrada Familia | 150 |
| CD Futsi Atlético Feminas  | 3 - 1 | Majadahonda FSF/Afar4 | 18 de mayo | 18:15 | La Estación     | 300 |
| CD Universidad de Alicante | 3 - 1 | Jimbee Roldán FSF     | 18 de mayo | 18:30 | Univ. Alicante  | 100 |
| AD Sala Zaragoza FS        | 4 - 4 | Leganés FS            | 19 de mayo | 12:00 | La Granja       | 450 |

| CD Futsi Atlético Feminas                                                                                     | 5 - 0   | Leganés FS                 | 25 de mayo | 18:00 | Mun. El Álamo    | 300 |
| Majadahonda FSF/Afar4                                                                                         | 3 - 4   | AD Alcorcón FSF            | 25 de mayo | 18:00 | La Granadilla    | 200 |
| Poio Pescamar FS                                                                                              | 1 - 4   | Ourense CF SAD             | 25 de mayo | 18:00 | A Seca           | 550 |
| AE Penya Esplugues                                                                                            | 4 - 0   | UCAM El Pozo Murcia FS     | 25 de mayo | 18:00 | Les Moreres      | 400 |
| Burela FS | 3 - 2   | CD Universidad de Alicante | 25 de mayo | 18:00 | Vista Alegre     | 400 |
| Jimbee Roldán FSF                                                                                             | 6 - 0N1 | Femisport Palau Club       | 25 de mayo | 18:00 | Gabriel Pérez    |     |
| Guadalcacín FS CD                                                                                             | 3 - 0   | Viaxes Amarelle            | 25 de mayo | 18:00 | M. Guadalcacín   | 200 |
| FSF Móstoles                                                                                                  | 2 - 2   | AD Sala Zaragoza FS        | 25 de mayo | 18:00 | Santiago Apóstol | 150 |
| Nota 1: El partido se le dio por ganado al Jimbee Roldán FSF por la incomparecencia del Femisport Palau Club. |         |                            |            |       |                  |     |

| AD Alcorcón FSF            | 0 - 2 | CD Futsi Atlético Feminas (C) | 1 de junio | 18:00 | Los Cantos      | 400 |
| Ourense CF SAD             | 2 - 1 | Majadahonda FSF/Afar4         | 1 de junio | 18:00 | Los Remedios    | 300 |
| UCAM El Pozo Murcia FS     | 2 - 6 | Poio Pescamar FS              | 1 de junio | 18:00 | José Mª Cagigal | 150 |
| CD Universidad de Alicante | 5 - 0 | AE Penya Esplugues            | 1 de junio | 18:00 | Univ. Alicante  | 100 |
| Femisport Palau Club       | 1 - 6 | Burela FS                     | 1 de junio | 18:00 | Sabadell Nord   | 100 |
| Viaxes Amarelle FS         | 0 - 5 | Jimbee Roldán FSF             | 1 de junio | 18:00 | Sagrada Familia | n/d |
| AD Sala Zaragoza FS        | 2 - 2 | Guadalcacín FS CD             | 1 de junio | 18:00 | La Granja       | 800 |
| Leganés FS                 | 1 - 2 | FSF Móstoles                  | 2 de junio | 12:30 | La Fortuna      | 300 |

## Estadísticas

### Goleadoras
| Puesto                                                  | Jugadora        | Equipo                     | Goles |
| ------------------------------------------------------- | --------------- | -------------------------- | ----- |
| 1                                                       | Ariane          | CD Futsi Atlético Feminas  | 39    |
| 2                                                       | Vane Sotelo     | AD Alcorcón FSF            | 37    |
| 3                                                       | Patri Ortega    | UCAM El Pozo Murcia FS     | 24    |
| 4                                                       | Peque           | Burela FS                  | 23    |
| 5                                                       | Carmen García   | CD Universidad de Alicante | 22    |
| 6                                                       | Consuelo Campoy | Jimbee Roldán FSF          | 21    |
| 6                                                       | Anita Pino      | CD Universidad de Alicante | 21    |
| 6                                                       | Leti            | CD Futsi Atlético Feminas  | 21    |
| 9                                                       | Dany Domingos   | Burela FS                  | 20    |
| 9                                                       | Dani Sousa      | Poio Pescamar FS           | 20    |
| 9                                                       | Andrea Feijóo   | Majadahonda FSF/Afar 4     | 20    |
| Última actualización: 2 de junio de 2019. Fuente: ACFSF |                 |                            |       |

### Amonestaciones por equipo
| 1                                                   | CD Universidad de Alicante | 13 | 1 |
| 2                                                   | CD Futsi Atlético Feminas  | 25 | 0 |
| 3                                                   | Femisport Palau Club       | 28 | 0 |
| 4                                                   | AE Penya Esplugues         | 28 | 1 |
| 5                                                   | UCAM El Pozo Murcia FS     | 33 | 0 |
| 6                                                   | Viaxes Amarelle FS         | 34 | 0 |
| 6                                                   | Jimbee Roldán FSF          | 34 | 0 |
| 8                                                   | Burela FS                  | 33 | 2 |
| 9                                                   | Majadahonda FSF/Afar 4     | 37 | 1 |
| 10                                                  | Ourense CF SAD             | 42 | 0 |
| 11                                                  | Guadalcacín FS CD          | 44 | 0 |
| 12                                                  | AD Sala Zaragoza FS        | 46 | 0 |
| 11                                                  | Leganés FS                 | 47 | 0 |
| 14                                                  | AD Alcorcón FSF            | 47 | 1 |
| 14                                                  | Poio Pescamar FS           | 47 | 1 |
| 16                                                  | FSF Móstoles               | 48 | 2 |
| Última actualización: 2 de junio 2019 Fuente: ACFSF |                            |    |   |

### Rachas
- Mayor racha ganadora: CD Futsi Atlético Feminas; 15 jornadas (jornada 16 a 30)
- Mayor racha invicta: CD Futsi Atlético Feminas; 30 jornadas (jornada 1 a 30)
- Mayor racha marcando: Burela FS y CD Futsi Atlético Feminas; 30 jornadas (jornada 1 a 30)
- Mayor racha empatando: AD Sala Zaragoza FS; 3 jornadas (jornada 28 a 30)
- Mayor racha imbatida: 3 equipos; 3 jornadas
- Mayor racha perdiendo: Femisport Palau Club; 20 jornadas (jornada 11 a 30)
- Mayor racha sin ganar: Femisport Palau Club; 30 jornadas (jornada 1 a 30)
- Mayor racha sin marcar: Viaxes Amarelle FS; 8 jornadas (jornada 1 a 9, incluye jornada aplazada)
- Mayor goleada en casa:

CD Futsi Atlético Feminas 10 - 0 AD Sala Zaragoza FS (4 de noviembre)
CD Futsi Atlético Feminas 11 - 1 Guadalcacín FS CD (17 de noviembre)
- Mayor goleada a domicilio:

Femisport Palau Club 2 - 12 CD Futsi Atlético Feminas (2 de marzo)
- Partido con más goles:

Femisport Palau Club 2 - 12 CD Futsi Atlético Feminas (2 de marzo)

### Asistencia en los estadios
| Pos                                      | Equipo                     | Pabellón                | Total  | Más alta | Más baja | Media |
| ---------------------------------------- | -------------------------- | ----------------------- | ------ | -------- | -------- | ----- |
| 1                                        | Burela FS                  | Vista Alegre            | 7 500  | 800      | 300      | 500   |
| 2                                        | Ourense CF SAD             | Los Remedios            | 6 900  | 600      | 300      | 460   |
| 3                                        | Jimbee Roldán FSF          | Gabriel Pérez           | 6 400  | 600      | 200      | 457   |
| 4                                        | Poio Pescamar FS           | A Seca                  | 6 050  | 550      | 200      | 403   |
| 5                                        | CD Futsi Atlético Feminas  | La Estación             | 5 200  | 600      | 200      | 347   |
| 6                                        | Leganés FS                 | La Fortuna              | 4 250  | 400      | 200      | 283   |
| 6                                        | AD Sala Zaragoza FS        | La Granja               | 4 250  | 800      | 100      | 283   |
| 8                                        | FSF Móstoles               | Villafontana            | 3 850  | 400      | 100      | 257   |
| 9                                        | AE Penya Esplugues         | Les Moreras             | 2 900  | 700      | 100      | 207   |
| 10                                       | Guadalcacín FS CD          | M. Guadalcacín          | 2 580  | 300      | 140      | 184   |
| 11                                       | AD Alcorcón FSF            | Los Cantos              | 2 520  | 400      | 100      | 168   |
| 12                                       | UCAM El Pozo Murcia FS     | José María Cagigal      | 2 050  | 400      | 100      | 158   |
| 13                                       | Viaxes Amarelle FS         | Sagrada Familia         | 2 020  | 300      | 100      | 144   |
| 14                                       | Femisport Palau Club       | Sabadell Nord           | 1 850  | 200      | 100      | 123   |
| 15                                       | CD Universidad de Alicante | Universidad de Alicante | 1 700  | 200      | 100      | 155   |
| 16                                       | Majadahonda FSF/Afar 4     | La Granadilla           | 1 600  | 200      | 50       | 107   |
| Total                                    | Total                      | Total                   | 61 620 | 800      | 50       | 257   |
| Última actualización: 2 de junio de 2019 |                            |                         |        |          |          |       |

### Otros datos estadísticos
En el cuadro se detalla el resumen de goles, espectadores, amarillas y expulsiones por jornada y totales.
| Datos estadísticos por jornada | Datos estadísticos por jornada | Datos estadísticos por jornada | Datos estadísticos por jornada | Datos estadísticos por jornada |
| --- | ------------------------------ | ------------------------------ | ------------------------------ | ------------------------------ |
| \| Jornada \| Goles · \| Amarillas · \| Expulsiones · \| Espectadores \| \| Jornada 1 \| 48 \| 19 \| 0 \| 2.150 \| \| Jornada 2 \| 42 \| 18 \| 0 \| 1.600 \| \| Jornada 3 \| 39 \| 22 \| 0 \| 1.500 \| \| Jornada 4 \| 45 \| 17 \| 0 \| 2.850 \| \| Jornada 5 \| 50 \| 16 \| 0 \| 1.820 \| \| Jornada 6 \| 36 \| 19 \| 0 \| 2.000 \| \| Jornada 7 \| 41 \| 32 \| 1 \| 2.450 \| \| Jornada 8 \| 56 \| 23 \| 1 \| 1.750 \| \| Jornada 9 \| 38 \| 20 \| 1 \| 2.020 \| \| Jornada 10 \| 52 \| 16 \| 1 \| 1.850 \| \| Jornada 11 \| 41 \| 23 \| 0 \| 2.150 \| \| Jornada 12 \| 40 \| 20 \| 0 \| 1.550 \| \| Jornada 13 \| 43 \| 19 \| 0 \| 2.050 \| \| Jornada 14 \| 53 \| 26 \| 3 \| 1.300 \| \| Jornada 15 \| 43 \| 27 \| 0 \| 2.590 \| \| Jornada 16 \| 37 \| 16 \| 0 \| 2.250 \| \| Jornada 17 \| 46 \| 14 \| 1 \| 2.150 \| \| Jornada 18 \| 39 \| 19 \| 0 \| 2.700 \| \| Jornada 19 \| 45 \| 16 \| 0 \| 1.300 \| \| Jornada 20 \| 48 \| 13 \| 0 \| 2.650 \| \| Jornada 21 \| 41 \| 19 \| 0 \| 1.900 \| \| Jornada 22 \| 45 \| 15 \| 0 \| 2.350 \| \| Jornada 23 \| 52 \| 30 \| 0 \| 2.200 \| \| Jornada 24 \| 46 \| 22 \| 0 \| 1.650 \| \| Jornada 25 \| 33 \| 27 \| 0 \| 2.250 \| \| Jornada 26 \| 34 \| 16 \| 0 \| 1.800 \| \| Jornada 27 \| 35 \| 22 \| 0 \| 2.470 \| \| Jornada 28 \| 41 \| 17 \| 1 \| 1.970 \| \| Jornada 29 \| 39 \| 14 \| 0 \| 2.200 \| \| Jornada 30 \| 37 \| 16 \| 0 \| 2.150 \| \| TOTALES \| 1.285 \| 595 \| 9 \| 61.620 \| \| Media (por jornada) \| 42,8 \| 19,8 \| 0,3 \| 2.054 \| \| ------------------- \| ------- \| ----------- \| ------------- \| ------------ \| · Las amarillas contabilizan el total, en caso de doble amarilla se apuntarán dos amarillas y ninguna expulsión. Actualizado el 02 de junio de 2019 |                                |                                |                                |                                |
| Jornada | Goles ·                        | Amarillas ·                    | Expulsiones ·                  | Espectadores                   |
| Jornada 1 | 48                             | 19                             | 0                              | 2.150                          |
| Jornada 2 | 42                             | 18                             | 0                              | 1.600                          |
| Jornada 3 | 39                             | 22                             | 0                              | 1.500                          |
| Jornada 4 | 45                             | 17                             | 0                              | 2.850                          |
| Jornada 5 | 50                             | 16                             | 0                              | 1.820                          |
| Jornada 6 | 36                             | 19                             | 0                              | 2.000                          |
| Jornada 7 | 41                             | 32                             | 1                              | 2.450                          |
| Jornada 8 | 56                             | 23                             | 1                              | 1.750                          |
| Jornada 9 | 38                             | 20                             | 1                              | 2.020                          |
| Jornada 10 | 52                             | 16                             | 1                              | 1.850                          |
| Jornada 11 | 41                             | 23                             | 0                              | 2.150                          |
| Jornada 12 | 40                             | 20                             | 0                              | 1.550                          |
| Jornada 13 | 43                             | 19                             | 0                              | 2.050                          |
| Jornada 14 | 53                             | 26                             | 3                              | 1.300                          |
| Jornada 15 | 43                             | 27                             | 0                              | 2.590                          |
| Jornada 16 | 37                             | 16                             | 0                              | 2.250                          |
| Jornada 17 | 46                             | 14                             | 1                              | 2.150                          |
| Jornada 18 | 39                             | 19                             | 0                              | 2.700                          |
| Jornada 19 | 45                             | 16                             | 0                              | 1.300                          |
| Jornada 20 | 48                             | 13                             | 0                              | 2.650                          |
| Jornada 21 | 41                             | 19                             | 0                              | 1.900                          |
| Jornada 22 | 45                             | 15                             | 0                              | 2.350                          |
| Jornada 23 | 52                             | 30                             | 0                              | 2.200                          |
| Jornada 24 | 46                             | 22                             | 0                              | 1.650                          |
| Jornada 25 | 33                             | 27                             | 0                              | 2.250                          |
| Jornada 26 | 34                             | 16                             | 0                              | 1.800                          |
| Jornada 27 | 35                             | 22                             | 0                              | 2.470                          |
| Jornada 28 | 41                             | 17                             | 1                              | 1.970                          |
| Jornada 29 | 39                             | 14                             | 0                              | 2.200                          |
| Jornada 30 | 37                             | 16                             | 0                              | 2.150                          |
| TOTALES | 1.285                          | 595                            | 9                              | 61.620                         |
| Media (por jornada) | 42,8                           | 19,8                           | 0,3                            | 2.054                          |